# 얼터너티브 프레스

얼터너티브 프레스(Alternative Press)는 주로 음악과 문화에 초점을 맞춘 미국의 엔터테인먼트 잡지이다. 일반적으로 독자들에게 밴드 인터뷰, 사진 및 관련 뉴스를 제공한다. 1985년 오하이오주 클리블랜드에서 마이크 시어(Mike Shea)에 의해 설립되었다. 이 회사는 현재 MDDN에서 관리하고 있으며 캘리포니아주 로스앤젤레스에 본사를 두고 있다. 영어로 발간된다.